# Championnats d'Europe d'aviron 1899
Navigation
Édition précédente Édition suivante
Les championnats d'Europe d'aviron 1899, septième édition des championnats d'Europe d'aviron, ont lieu en 1899 à Ostende, en Belgique.

## Podiums

### Hommes
| Épreuves           | Or | Argent | Bronze                                                            |
| ------------------ | --- | --- | ----------------------------------------------------------------- |
| Skiff M1x          | Louis Prével (FRA) | Joseph Deleplanque (BEL) |                                                                   |
| Deux de couple M2x | Belgique Prospère Bruggeman Charles Boone | Italie Fiorenzo Pagliano Luigi Rossi | France ? ?                                                        |
| Deux barré M2+     | France Carlos Deltour Antoine Védrenne ? (barreur) | Belgique Joseph Deleplanque Florent Ronsse Jean Dewitte (barreur)                                                                                     | Italie Gino Montelatici Giuseppe Nacci Clementino Sbisà (barreur) |
| Quatre barré M4+   | Belgique Adolphe Lippens Maurice Hemelsoet Henri Fraikin Victor De Bisschop                                                                                               | Italie Ezio Carlesi Nicolo Razzaguta Alfredo Taddei Giovanni Rodinis Pinolo (barreur)                                                                 |                                                                   |
| Huit M8+           | Belgique Joseph Deleplanque Florent Ronsse Adolphe Lippens Maurice Hemelsoet Henri Fraikin Victor De Bisschop Prospère Bruggeman Jules De Bisschop Jean Dewitte (barreur) | Italie G. Alessandro Bonnet Giacomo Leva Paolo Gadda Angelo Brambillasca Luigi Gerli Emilio Pozzi Georges Claessens Cesare Comelli Colenghi (barreur) | France                                                            |